# Виннипег (область)
Столичная область Виннипег (англ. Winnipeg Capital Region) — область в центре канадской провинции Манитоба. Включает в себя столицу провинции город Виннипег и близлежащие города и сельские муниципалитеты.
Область отнесена Статистической службой Канады к переписному участку № 11, за исключением резервации Брокенхед 4 коренного народа Оджибве в сельском муниципалителе Сент-Клементс. Площадь области составляет 7 784,63 км², население — 767 380 человек.

## Административно-территориальное деление
- Виннипег
- Селкирк
- Стоунуолл
- сельский муниципалитет Картье
- сельский муниципалитет Восточный Сент-Пол
- сельский муниципалитет Западный Сент-Пол
- сельский муниципалитет Макдоналд
- сельский муниципалитет Ритшо
- сельский муниципалитет Роквуд
- сельский муниципалитет Россер
- сельский муниципалитет Спрингфилд
- сельский муниципалитет Сент-Клементс
- сельский муниципалитет Сент-Франсуа-Ксавье
- сельский муниципалитет Сент-Эндрюс
- сельский муниципалитет Таше
- сельский муниципалитет Хедингли

## Крупнейшие населённые пункты
- Виннипег
- Восточный Сент-Пол
- Западный Сент-Пол
- Ритшо
- Россер
- Спрингфилд
- Сент-Клементс
- Сент-Франсуа-Ксавье
- Таше
- Хедингли